# Саммергейвн
Саммергейвн (англ. Summerhaven) — переписна місцевість (CDP) в США, в окрузі Піма штату Аризона. Населення — 71 особа (2020).

## Географія
Саммергейвн розташований за координатами 32°26′30″ пн. ш. 110°46′36″ зх. д. / 32.44167° пн. ш. 110.77667° зх. д. (32.441596, -110.776600).  За даними Бюро перепису населення США в 2010 році переписна місцевість мала площу 11,75 км², уся площа — суходіл.

### Клімат
| Клімат : Саммергейвн                       | Клімат : Саммергейвн | Клімат : Саммергейвн | Клімат : Саммергейвн | Клімат : Саммергейвн | Клімат : Саммергейвн | Клімат : Саммергейвн | Клімат : Саммергейвн | Клімат : Саммергейвн | Клімат : Саммергейвн | Клімат : Саммергейвн | Клімат : Саммергейвн | Клімат : Саммергейвн | Клімат : Саммергейвн |
| Показник                                   | Січ.                 | Лют.                 | Бер.                 | Квіт.                | Трав.                | Черв.                | Лип.                 | Серп.                | Вер.                 | Жовт.                | Лист.                | Груд.                | Рік                  |
| Абсолютний максимум, °C                    | 18,3                 | 18,3                 | 20,0                 | 23,3                 | 27,8                 | 32,8                 | 31,7                 | 27,8                 | 27,2                 | 24,4                 | 21,7                 | 18,3                 | 32,8                 |
| Середній максимум, °C                      | 9,6                  | 9,1                  | 11,6                 | 16,0                 | 20,6                 | 24,7                 | 24,7                 | 23,1                 | 21,3                 | 16,5                 | 13,5                 | 10,3                 | 16,8                 |
| Середній мінімум, °C                       | −5,1                 | −5,7                 | −3,5                 | −0,2                 | 2,6                  | 6,9                  | 9,9                  | 9,9                  | 7,3                  | 2,4                  | −1,3                 | −4,3                 | 1,6                  |
| Абсолютний мінімум, °C                     | −20                  | −21,7                | −18,3                | −7,2                 | −2,8                 | 0,0                  | 3,9                  | 5,6                  | −0,6                 | −6,7                 | −15,6                | −15,6                | −21,7                |
| Середня кількість сонячних годин на місяць | 241                  | 243                  | 299                  | 325                  | 374                  | 372                  | 327                  | 319                  | 315                  | 301                  | 260                  | 242                  | 3618                 |
| Норма опадів, мм                           | 80                   | 43                   | 30                   | 13                   | 6                    | 16                   | 112                  | 178                  | 86                   | 77                   | 44                   | 66                   | 751                  |
| Днів з опадами                             | 5                    | 5                    | 5                    | 3                    | 2                    | 2                    | 10                   | 11                   | 5                    | 3                    | 3                    | 5                    | 59                   |
| ------------------------------------------ | -------------------- | -------------------- | -------------------- | -------------------- | -------------------- | -------------------- | -------------------- | -------------------- | -------------------- | -------------------- | -------------------- | -------------------- | -------------------- |
| Джерело:                                   |                      |                      |                      |                      |                      |                      |                      |                      |                      |                      |                      |                      |                      |

## Демографія

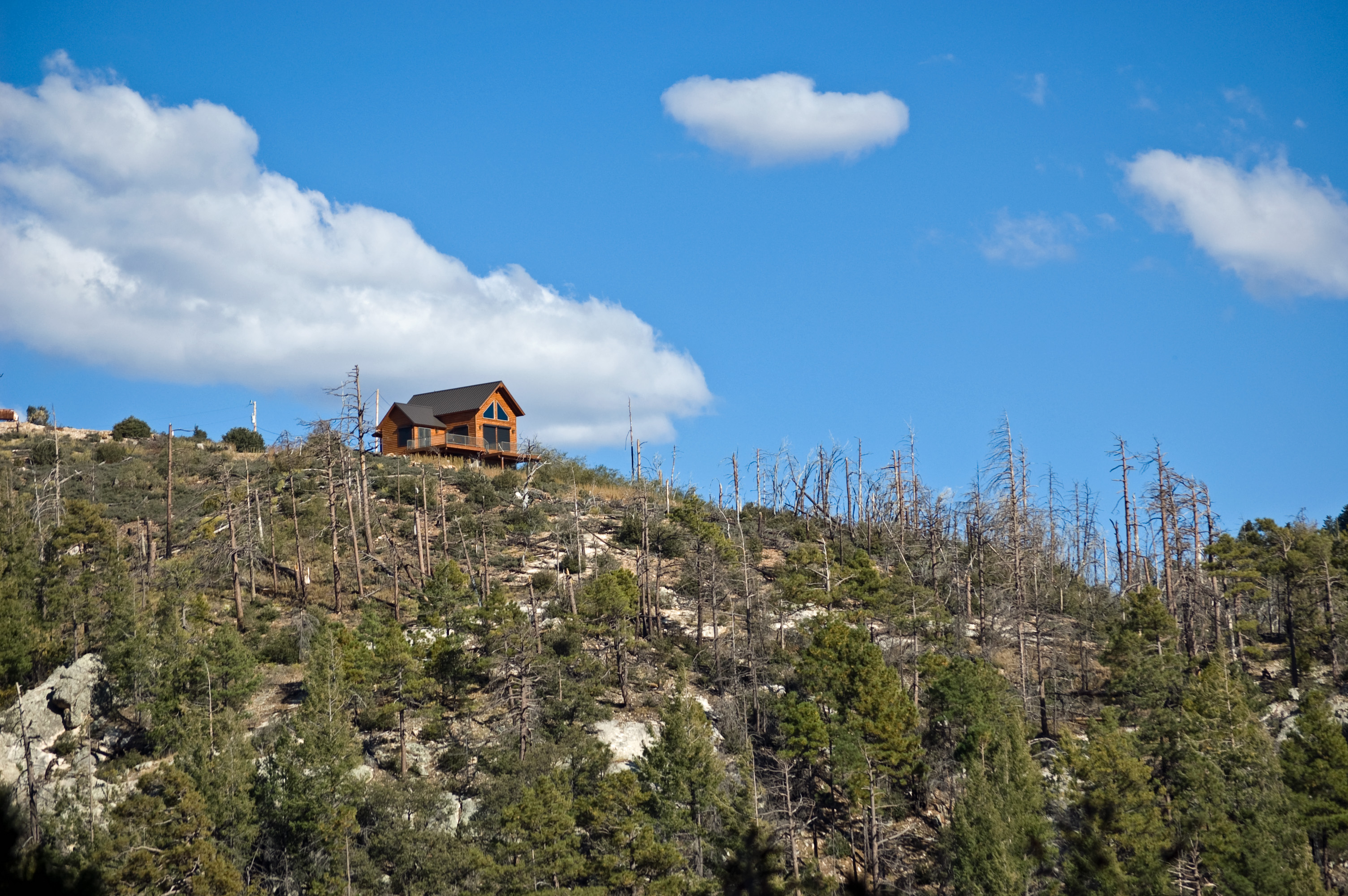
Будинок в Саммергейвні

Згідно з переписом 2010 року, у переписній місцевості мешкало 40 осіб у 21 домогосподарстві у складі 11 родини. Густота населення становила 3 особи/км².  Було 259 помешкань (22/км²).
Расовий склад населення:
| - 75,0 % — білих - 15,0 % — корінних американців - 10,0 % — азіатів |

До двох чи більше рас належало 0,0 %. Частка іспаномовних становила 5,0 % від усіх жителів.
За віковим діапазоном населення розподілялося таким чином: 17,5 % — особи молодші 18 років, 72,5 % — особи у віці 18—64 років, 10,0 % — особи у віці 65 років та старші. Медіана віку мешканця становила 55,0 року. На 100 осіб жіночої статі у переписній місцевості припадало 110,5 чоловіків;  на 100 жінок у віці від 18 років та старших — 106,2 чоловіків також старших 18 років.
Цивільне працевлаштоване населення становило 16 осіб. Основні галузі зайнятості: публічна адміністрація — 100,0 %.